# Една любовна история
Една любовна история (на турски: Bir Aşk Hikayesi) e турски драматичен сериал, излязъл на телевизионния екран през 2013 г.

## Актьорски състав
- Сечкин Йоздемир – Коркут Али
- Дамла Сьонмез – Джейлян Герман
- Ямач Тели – Толга Каранлъ
- Елчин Сангу – Еда Чаалар
- Зухал Олджай – Гьонюл Каранлъ
- Айберк Пекджан – Тахсин Герман
- Айшен Сезерел – Асийе Герман
- Гюнеш Сайън – Емине Саръсой
- Таха Юсуф Тан – Умут
- Халдун Ресуолу – Хакъ
- Онай Кая – Селим
- Асена Кескинчи – Едже
- Айшин Йешим Чапаноглу – Аслъ
- Фатих Дьонмез – Йълмаз

## В България
В България сериалът започва на 29 май 2014 г. по bTV и завършва на 15 август. Дублажът е на студио Медиа Линк. Ролите се озвучават от Биляна Петринска, Ева Демирева, Димитър Иванчев, Николай Николов и Таня Димитрова.
На 8 юли 2016 г. започва повторно излъчване по bTV Lady и завършва на 16 септември. На 1 октомври започва ново повторение и завършва на 2 април 2017 г.